# Scotina
Scotina (лат.) — род аранеоморфных пауков из семейства лиокранид. Ареал рода охватывает Европу и север Африки.

## Виды
В роде Scotina 4 вида:
- Scotina celans (Blackwall, 1841) — длина тела самок 2,8—3,3 мм, самцов 3,0—4,8 мм. Головогрудь темная, блестящая со светлыми желто-бурыми срединными и лучевыми полосами, ноги желто-бурые, брюшко оливково-черное с желтыми или от светло- до красновато-бурого цвета пятнами. Распространен в Европе, Алжире и на западе России. Обитает на лесных опушках, сухих лугах, пустошах и болотах, где живёт среди опавших листьев и во мху. На большей части ареала активен круглогодично.[2]
- Scotina gracilipes (Blackwall, 1859) — длина тела самок 2,4—3,2 мм, самцов 3,2—3,8 мм. Головогрудь бурая с неясным чёрным узором, ноги черные со светло-желтыми тазиками и бедрами, брюшко оливково-черное с продолговатыми пятнами от красновато-бурого до светло-бурого или жёлтого цвета. Распространен в Европе. Обитает в лесах, на сухих лугах, пустошах и болотах, где живёт в подстилке и во мху. На большей части ареала активен с апреля по октябрь.[3]
- Scotina occulta Kritscher, 1996 — эндемик Мальты[4].
- Scotina palliardii (L. Koch, 1881) — длина тела самок 2,4—3,2 мм, самцов 2,0—2,8 мм. Брюшко по большей части без рисунка или пятен. Распространен в Европе и на западе России. Обитает на сухих лугах и пустошах, где живёт в траве, мху и подстилке. На большей части ареала активен с марта по ноябрь. Встречается не часто.[5]